# Belabo (underdistrikt)
Belabo är ett underdistrikt i Bangladesh. Det ligger i den centrala delen av landet, 60 kilometer nordost om huvudstaden Dhaka.
I omgivningarna runt Belabo växer i huvudsak blandskog. Runt Belabo är det mycket tätbefolkat, med 1 266 invånare per kvadratkilometer.